# Newberry (Michigan)
Newberry è un villaggio degli Stati Uniti d'America, situato nello Stato del Michigan, nella contea di Luce, della quale è il capoluogo.